# Actinodaphne spathulifolia
Actinodaphne spathulifolia là loài thực vật có hoa trong họ Nguyệt quế. Loài này được S.Julia mô tả khoa học đầu tiên năm 2005.